# Doctors Icefall
Der Doctors Icefall (englisch für Doktoreneisfall, polnisch Lodospad Doktorów) ist ein Gletscherbruch auf King George Island im Archipel der Südlichen Shetlandinseln. Er liegt am Kopfende der Goulden Cove des Ezcurra-Fjords in der Admiralty Bay.
Teilnehmer einer polnischen Antarktisexpedition benannten ihn 1980 nach ihrem Doktorenteam. Das UK Antarctic Place-Names Committee übertrug die polnische Benennung 2003 ins Englische.